# Clarice Assad
Clarice Assad, nome alla nascita Clarice Vasconcelos da Cunha Assad Simão (Rio de Janeiro, 9 febbraio 1978), è una cantante, compositrice, orchestratrice e arrangiatrice brasiliana naturalizzata statunitense.

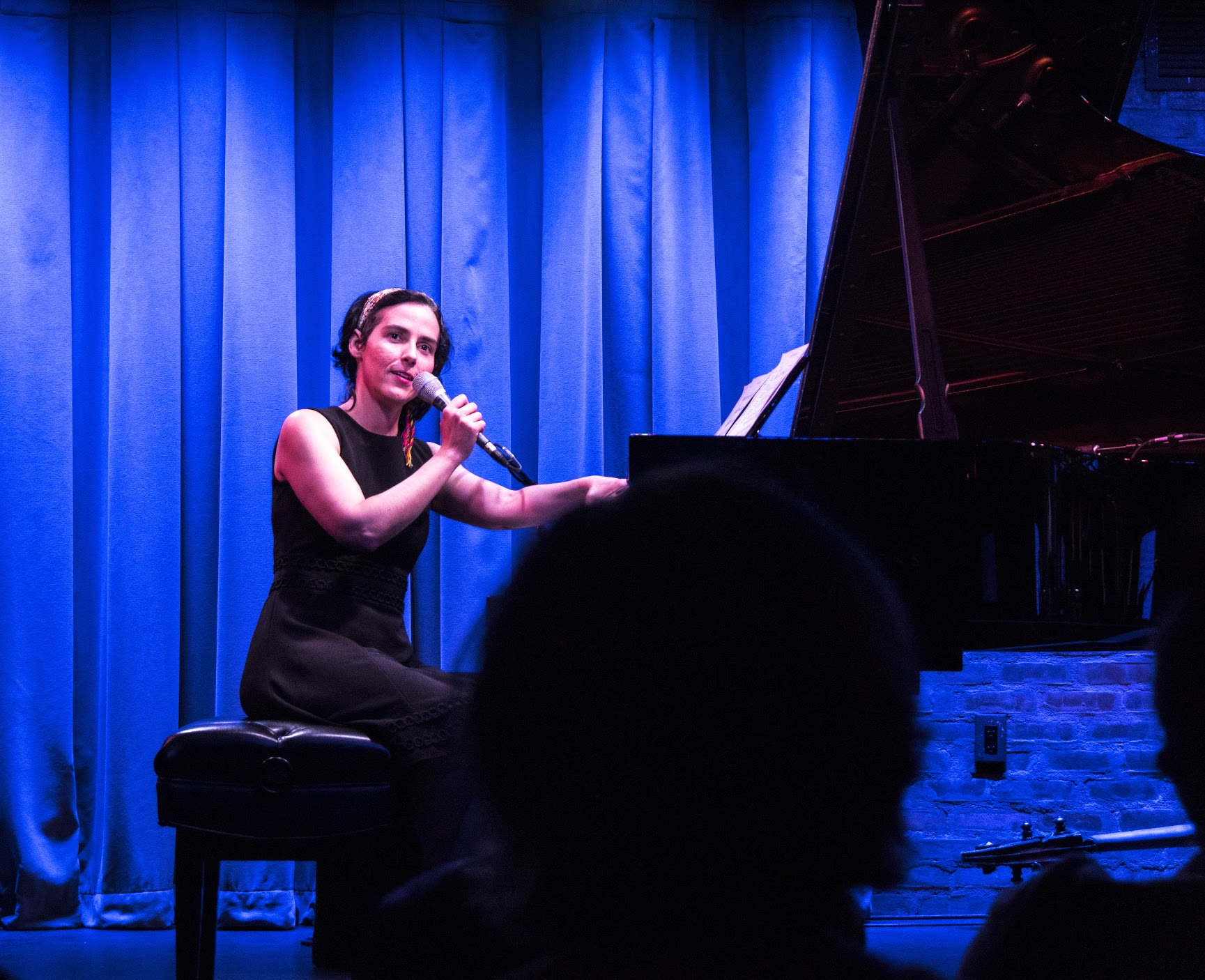
Clarice Assad performing at the New York Festival of Song.

È influenzata dalla cultura popolare brasiliana, dal romanticismo, dalla world music e dal jazz ed è una delle compositrici brasiliane di musica da concerto più eseguite della sua generazione.
Viene da una famiglia di musicisti, che comprende suo padre, il chitarrista Sergio Assad, suo zio, il chitarrista Odair Assad e sua zia, la cantautrice Badi Assad.
Clarice Assad si è esibita professionalmente dall'età di sette anni. Ha conseguito una laurea in musica alla Chicago_Musical_College ed un master in Composizione presso l'Università del Michigan. Ha avuto una nomination ai Latin Grammy Awards nel 2009.

## Biografia
Nata a Campo Grande, un modesto sobborgo nella parte occidentale di Rio de Janeiro, Brasile, Clarice Assad è la prima figlia del musicista Sergio Assad e della maestra Celia Maria Vasconcelos da Cunha, che chiamò sua figlia come la scrittrice brasiliana-ucraina Clarice Lispector. Clarice iniziò a creare musica all'età di sei anni con l'aiuto di suo padre, ma le difficoltà familiari si abbatterono su di loro quando lei era una bambina, culminando con il divorzio dei suoi genitori, anche se la loro unione durò abbastanza a lungo da permettere a padre e figlia di condividere le ore di formazione. Sergio Assad lasciò la famiglia quando Clarice aveva circa 8 anni, andò a Parigi in cerca di successo in un terreno vergine ma dov'era ferrato e mettendo una pausa indefinita a quelle care sessioni insieme a lei. Le visite poco frequenti non potevano ricollegare i rapporti lacerati e Clarice abbandonò completamente la musica. "Per così tanto tempo", ricorda, "non ho nemmeno toccato il piano, né creato alcuna musica perché collegavo tutto questo a lui". Dopo un po', però, iniziò a suonare di nuovo. "Mi resi conto che lo stavo facendo da sola", spiega Clarice. L'impulso a continuare a svilupparsi era troppo grande, era l'eredità di Assad nel suo DNA.
Clarice era nata con la sindrome di Ehlers-Danlos, un gruppo di disordini che colpiscono i tessuti connettivi, che limitò fortemente la sua capacità di suonare strumenti musicali in tenera età, ma la condizione non influenzò la sua voce. Da bambina Clarice cantò numerosi jingle della radio e televisione, oltre ad album tra cui brani della popstar Luiz Caldas e del musicista soul brasiliano Hyldon. Durante la prima adolescenza, man mano che le sue articolazioni divennero più forti, iniziò a suonare il piano soprattutto a orecchio e si interessò al jazz. Gli anni che seguirono furono riempiti con un'intensa pratica di musica, pianoforte, composizione e arrangiamento con Sheila Zagury, Linda Bustani e Leandro Braga.
Nel 1993 Clarice e il fratello minore Rodrigo Assad si trasferirono in Francia per vivere con il padre, in una casa che condivideva con la sua seconda moglie e la loro bambina Julia. Clarice studiò privatamente piano e improvvisazione con Natalie Fortin, docente del Conservatorio nazionale superiore di Parigi e beneficiò anche dell'assistenza di suo padre, componendo e arrangiando numerosi pezzi. Fu un periodo prolifico, anche se di breve durata in un periodo turbolento. La moglie del signor Assad, che aveva combattuto contro il cancro, morì un anno dopo a 38 anni. Clarice tornò in Brasile con suo fratello.
A Rio de Janeiro, tra il 1995 e il 1997, la Assad è stata pianista, arrangiatrice e pianista in diversi musical tra cui Tá na Hora (della drammaturga Lucia Coelho), A Estrela Menina (di Joaquim de Paula) e Doidas Folias del drammaturgo e compositore Tim Rescala. Anche se appassionata di musica, decise di ottenere un titolo accademico, a causa delle limitate prospettive nel settore in Brasile. Mentre si preparava a studiare per gli esami di ammissione all'università, laureandosi in biologia marina, suo padre Sergio aveva incontrato l'astrofisica Angela Olinto e si trasferì a Chicago. Un anno dopo Clarice ebbe l'opportunità di studiare composizione di colonne sonore al Berklee College of Music, lasciando il Brasile nel 1998.

## Carriera

### Compositrice

#### Musica da camera e orchestrale
Le composizioni della Assad comprendono pezzi per una varietà di strumenti, tra cui opere più piccole per pianoforte, pezzi per chitarra e pezzi per gruppi da camera grandi e piccoli e quindici lavori orchestrali. Sebbene le orchestre per cui scrive siano in gran parte classiche, la sua espressione come compositore è stata notevolmente influenzata dalla musica brasiliana, dal Jazz e dalla World music. I suoi lavori orchestrali Nhanderú e Terra Brasilis, commissionati e premiati dall'Orquestra Sinfônica de São Paulo, sono un buon esempio delle sue radici brasiliane, attingendo alla conoscenza della Assad dello stile folk del paese ed al lavoro del compositore classico Heitor Villa-Lobos. Tra le altre opere influenzate dalla cultura popolare brasiliana c'è il suo concerto per chitarra e orchestra O Saci-Pererê e Brazilian Fanfare, un'ouverture per orchestra commissionata dalla Chattanooga Orchestra nel 2005.
Si trovò per la prima volta al centro dell'attenzione nazionale nel 2004, quando la direttrice d'orchestra Marin Alsop programmò il suo concerto per violino con il Cabrillo Festival of Contemporary Music con Nadja Salerno-Sonnenberg come solista. Il pezzo fu registrato dalla Salerno-Sonnenberg con Marin Alsop alla guida della Colorado Symphony e pubblicato sull'etichetta NSS Music quando la Assad aveva 26 anni. Da allora la Assad è stata costantemente commissionata, cercando modi di fondere composizioni ed esibizioni. Tali tentativi culminarono nella creazione di un'opera importante: un concerto per scat singing, piano e orchestra che scrisse per se stessa per poter esibirsi. Scattered fu presentato in anteprima dalla Albany Symphony Orchestra sotto la direzione di David Alan Miller e da allora è stato eseguito da molte altre orchestre e direttori d'orchestra, tra cui la Michigan Philharmonic, la Chicago Composers Orchestra e la OCAM. Altri lavori comprendono The Disappeared, un pezzo politico per orchestra e banda sinfonica che attinge ALle impressioni di Rufina Amaya, l'unica sopravvissuta del massacro di El Mozote nel 1981, durante la Guerra Civile salvadoregna e, più recentemente, Ad Infinitum, un concerto di percussioni scritto per Dame Evelyn Glennie che coinvolge tecniche gestuali improvvisative, come la pittura del suono, per orchestra, solista e direttore d'orchestra.
La sua musica è stata commissionata da molte istituzioni, artisti e orchestre tra cui la Carnegie Hall, l'Orchestra Sinfonica di San Paolo, la General Electric, la Chicago Sinfonietta e il Duo Noire, solo per citarne alcuni. Le sue opere sono state anche registrate da alcuni dei nomi più importanti della scena musicale contemporanea, tra cui Yo-Yo Ma, la violinista Nadja Salerno-Sonnenberg, la pianista Anne-Marie McDermott e l'oboista Liang Wang. Ha inoltre collaborato con il Los Angeles Guitar Quartet, Turtle Island String Quartet, Aquarelle Guitar Quartet, la Philadelphia Orchestra, Orchestra di Louisville, Austin Symphony Orchestra, Vancouver Symphony Orchestra, Edmonton Symphony, così come i direttori Marin Alsop e Christoph Eschenbach, Kazuyoshi Akiyama e Carlos Miguel Prieto. Ha scritto molto per i membri attivi sulla nuova scena musicale negli Stati Uniti come Cavatina Duo, Sybarite5 e SOLI ensemble.
Clarice Assad ha lavorato come compositore in residenza per l'Albany Symphony Orchestra, il Cabrillo Festival of Contemporary Music e la Boston Landmarks Orchestra.
Le opere della Assad sono state pubblicate in Francia (Editions Lemoine), Germania (Trekel), negli Stati Uniti da (Virtual Artists Collective Publishing) e Criadores do Brasil.

#### Contributo al repertorio della chitarra classica
Clarice Assad ha contribuito in modo significativo al crescente repertorio della chitarra classica, avendo scritto lavori che vanno dal assolo al duetto (Valsas do Rio) e ai quartetti come il pezzo Bluezilian, che è diventato un caposaldo del repertorio del quartetto di chitarre. Le opere più grandi includono tre concerti: Album de Retratos, commissionato dalla ProMusic Chamber Orchestra per due chitarre e orchestra, O Saci-Pererê, per chitarra solista e orchestra da camera, commissionato dalla Harris Foundation e un concerto per due chitarre e orchestra d'archi, commissionato dal festival della chitarra di Tichy per la coppia di chitarristi del Brasile.

#### Lavori per il palcoscenico
La prima opera della Assad per il palcoscenico fu una colonna sonora scritta per un adattamento del 2001 del dramma La Lección de Anatomía, del drammaturgo argentino Carlos Mathus, pubblicato negli anni '70. Diretta da un membro del cast originale, Antonio Leiva, l'opera ricevette recensioni contrastanti, ma raccolse menzioni favorevoli per il compositore dalla famosa critica teatrale Bárbara Heliodora. Dopo una pausa di oltre un decennio la Assad riprese a scrivere per il palcoscenico nel 2010, quando fu invitata dalla coreografa Kristi Spessard, allora in residenza alle Mabou Mines, a comporre la musica del suo pezzo Essentials of Flor.
Opere recenti includono i balletti Iara, (2018) e Sin Fronteras (2017), Opera das Pedras (libretto di Denise Milan) (2010) e collaborazioni con il librettista Niloufar Talebi (The Disinherited) e con il drammaturgo E.M. Lewis (The Crossing). Fortemente spinta consapevolmente verso la narrativa, le sue opere indossano bene le sue influenze, sentendosi ispirate piuttosto che derivate.

### Arrangiatrice

#### Incarico alla New Century Chamber Orchestra
Clarice Assad è stata la compositrice per la stagione 2008-2009 presso la New Century Chamber Orchestra, dove ha lavorato come arrangiatrice e orchestratrice principale dell'orchestra per un decennio.
Dopo essersi laureata all'Università del Michigan, la Assad si trasferì a New York City per sperimentare la scena musicale esplosiva, freelance come compositrice e arrangiatrice mentre cercava di costruire una carriera come pianista e cantante. Durante i suoi anni newyorkesi (2005-2015) la Assad ha lavorato come compositrice per la New Century Chamber Orchestra, oltre a prestare servizio come arrangiatrice principale dell'orchestra dal 2007-2017, contribuendo notevolmente all'apporto di nuovi lavori per archi, orchestrando e trascrivendo oltre venticinque opere principali del repertorio sinfonico, tra cui Quadri di un'esposizione di Mussorgsky, La danza dei sette veli di Richard Strauss dall'opera Salome e la suite Un americano a Parigi, di George Gershwin.
L'acuto senso dell'orchestrazione della Assad cura con attenzione alcuni dei più efficaci accorgimenti dei grandi del passato: l'eleganza e le sottigliezze di Maurice Ravel e gli effetti orchestrali coloristici di Njcolaj Rimski-korsakov. Tutti conservano un'impronta personale e unica che è avvincente e drammatica nella sua stessa costruzione.

### Esecutrice
Hailed by the LA Times as a "Dazzling Soloist", Assad is also an accomplished singer
 and pianist and is well versed on classical, jazz, pop and the Brazilian music repertoire and appears frequently with orchestras and chamber music ensembles to name a few.  performing her original works or arrangements of classical, Brazilian, jazz and contemporary music.
In 2010, Assad began performing more frequently, and eventually founded the international ensemble OFF THE CLIFF, an energetic and daring four piece ensemble of internationally accomplished musicians.
Notable performances include the renowned Savannah Music Festival, Moab and the Mendocino Music Festival. Included amongst the venues and series that Off the Cliff has appeared on are Jazz at Lincoln Center in New York City and Doha, Qatar, The Stone,  Cal Performances in San Francisco, and Sesc Sao Paulo in Brazil. Special guest artists have included Japanese singer Hiromi Suda, Swiss-American singer Beat Kaestli, clarinetist Derek Bermel, mandolinist Mike Marshall, Paquito D'Rivera and the group Choro Famoso.

### Premi in composizione musicale
Clarice Assad ha ricevuto premi come:
- (2016) American Composers Forum National Composition Competition
- (2015) McKnight Visiting Composer Award[48]
- (2014-15) Il programma New Music Alive Partnership (League of American Orchestra)[49]
- (2010) Van Lier Fellowship
- (2009) Latin Grammy nomination per la migliore composizione contemporanea
- (2007) Aaron Copland Award[50][51]
- (2006) Morton Gould Young Composer Award
- (2004) All Songs Considered - NPR
- (2001) Franklin Honor Society Award
- (2001) Premio Samuel Ostrowsky Humanities

## Discografia

### Album come solista
- 2016: Clarice Assad & Friends: Live at the Deer Head Inn (Deer Head Inn Records)
- 2016: Relíquia (Adventure Music)[52]
- 2014: Imaginarium (Adventure Music)
- 2012: Home (Adventure Music)
- 2008: Love, all that it is (NSS Music)
- 2004: Invitation, Introducing Clarice Assad (Independent Release)
- 2004: A Brazilian songbook, Um Momento de Puro Amor' Sergio Assad & Their Family (GHA Records)

### Lavori registrati
| Titolo Album               | Dettagli Album | Titolo dei lavori registrati                          | Data pubblicazione |
| Night Triptych             | Artisti: Duo Noire Etichetta: New Focus Recordings Strumentazione: due chitarre                                                                                                   | Hocus Pocus                                           | 2018               |
| Sephardic Journey          | - Artisti: Cavatina Duo - Etichetta: Cedille Records - Strumentazione: flauto, chitarra e quartetto d'archi                                                                       | Sephardic Suite                                       | 2016               |
| Four Aces Guitar Quartet   | - Artisti: Four Aces Guitar Quartet - Etichetta: Cedille Antarctica Records - Strumentazione: 4 chitarre                                                                          | Danzas                                                | 2016               |
| La Valse                   | - Artisti: Will Duchon, piano - Etichetta: Independent release - Instrumentation: trascrizione per solo piano di Will Duchon                                                      | Slow Waltz                                            | 2015               |
| Eterna                     | - Artisti: De Stefano, Fortino - Etichetta: Dotguitar SRL - Strumentazione: 2 chitarre                                                                                            | Brasileirinhas \| Mercador de Sonhos                  | 2015               |
| Ondulando                  | - Artisti: Duo Eterna - Etichetta: Dotguitar SRL - Strumentazione: solo chitarra                                                                                                  | The Last Song                                         | 2015               |
| Collage                    | - Artisti: Beat Kaestli - Etichetta: Independent | - Comme En Plein Rêve - (Clarice Assad/Antoine Loyer) | 2014               |
| From A To Z                | - Artisti: Nadja Salerno-Sonnenberg & The New Century Chamber Orchestra - Etichetta: NSS Music - Strumentazione: violino solo e orchestra d'archi                                 | Dreamscapes                                           | 2014               |
| Viva Brasil Live Ep        | - Artisti: Odair Assad, Sergio Assad, Yo-Yo Ma, Kathryn Stott - Etichetta: Sony Music Masterworks - Strumentazione: 2 chitarre, piano, percussion e violoncello                   | The Lat Song \| Suite Back To Our Roots               | 2012               |
| The Balkan Project         | - Artisti: Cavatina Duo - Etichetta: Cedille Records - Strumentazione: flauto e chitarra                                                                                          | Three Balkan Dances                                   | 2010               |
| Originis, Live From Brazil | - Artisti: Nadja Salerno-Sonnenberg, violino \| Sergio & Odair Assad - Etichetta: NSS Music - Strumentazione: 2 chitarre e violino                                                | Three Sketches                                        | 2009               |
| Chasing Light              | - Artisti: The San Francisco Guitar Quartet - Etichetta: Independent release - Strumentazione: 4 chitarre                                                                         | Bluezilian                                            | 2009               |
| Together                   | - Artisti: The New Century Chamber Orchestra - Etichetta: Nss Music - Strumentazione: orchestra d'archi                                                                           | Impressions, Suite For Chamber Orchestra              | 2009               |
| Spirit Of Brazil           | - Artisti: Aquarelle Guitar Quartet - Etichetta: Chandos Records - Strumentazione: 4 chitarre                                                                                     | - Danças Nativas - Bluezilian                         | 2009               |
| Jardim Abandonado          | - Artisti: Sergio & Odair Assad - Etichetta: Nonesuch Records - Strumentazione: 2 chitarre                                                                                        | Valsas do Rio                                         | 2008               |
| Brazil                     | - Artisti: LA Guitar Quartet - Etichetta: Telarc Records - Strumentazione: 4 chitarre                                                                                             | Bluezilian                                            | 2007               |
| Yo-Yo Ma & Friends         | - Artisti: Yo-Yo Ma | - Família - Sergio & Clarice Assad                    | 2008               |
| Brasileirinhas             | - Artisti: - Sheila Zagury, piano - Daniela Spielmann, sassofono - Etichetta: Independent - piano e chitarra arrangement - Originariamente composto per un'orchestra di mandolini | Song for my father                                    | 2007               |
| Concertos in D Major       | - Artisti: - Nadja Salerno-Sonnenberg, violino - Marin Alsop, direttore - Colorado Symphony Orchestra - Etichetta: NSS Music - Strumentazione: *violino e orchestra               | Violin Concerto                                       | 2005               |
| Xeque-Mate                 | - Artisti: - Boris Gaquere, chitarra - Odair Assad, chitarra - Etichetta: Vgo Recordings - Strumentazione: 2 chitarre                                                             | Valsas do Rio                                         | 2003               |
| Velho Retrato              | - Artisti: - Sergio Assad, chitarra - Gabrielle Mirabassi - Etichetta: EGEA - Strumentazione: chitarra e clarinetto                                                               | Flutuante                                             | 1999               |
| -------------------------- | --- | ----------------------------------------------------- | ------------------ |

### Arrangiamenti e apparizioni come ospite
| Titolo                                                        | Dettagli album |
| ------------------------------------------------------------- | --- |
| O cinema que o sol não apaga (Track: Cantilena Alada)         | - Data pubblicazione: June 1, 2018 - Etichetta: Rocinante discos - Clarice Assad: 4 part vocal overdub - Thiago Amud: Artist              |
| Bandzilla rises (Track 13: Tip for a toreador)                | - Data pubblicazione: November 18, 2016 - Etichetta: Bandzilla Records - Clarice Assad: Scat singing - Richard Niles: Composer & producer |
| MIL COISAS (Track 3: Quis Acreditar)                          | - Data pubblicazione: 2014 - Etichetta: Independent - Clarice Assad: Arranger - Clara Valente: Singer-Songwriter                          |
| QUERELAS DO BRASIL ( All Tracks)                              | - Data pubblicazione: 2014 - Etichetta: GHA Records - Clarice Assad: Arranger, piano & vocals - Carolina Assad: Singer                    |
| The Elkcloner ( Track 5: Have you seen my baby?)              | - Data pubblicazione: July 9, 2012 - Etichetta: EMI MUSIC - Clarice Assad: Piano, scat singing - Filip Mitrovic: Composer & Producer      |
| The Music of Astor Piazzola ( Three Piazzolla etudes)         | - Data pubblicazione: 2010 - Etichetta: (Bridge Records) - Clarice Assad: Arranger - Cavatina Duo: Artists                                |
| Merry, A Holiday Journey (Nadja Salerno-Sonnenberg & Friends) | - Data pubblicazione: 2006 - Etichetta: (NSS Music) - Clarice Assad: Arranger, singer.                                                    |
| WONDERLAND: Badi Assad (Tracks: 2,4,7 & 11.)                  | - Data pubblicazione: 2005 - Etichetta: (Deutsche Grammophon) - Clarice Assad: Arranger - Badi Assad: Artist                              |
| VERDE: Badi Assad (Track: Viola, meu bem)                     | - Data pubblicazione: 2004 - Etichetta: (Universal Classics) - Clarice Assad: Arranger - Badi Assad: Artist                               |

## Interviste
- Clarice Assad radio interview on UEL, Londrina. Modos de Vida - Comportamento e Cultura[54]
- Dreamscapes Q&A with Clarice Assad – SoundAdvice.[55]
- Chicago Sinfonietta Commissions CLARICE ASSAD’s SIN FRONTERAS Preview – Insights to Assad and her Work.[56]
- SONiC Composer Spotlight – Clarice Assad  – SoundAdvice.[57]
- University of Chicago Presents: An interview with Clarice Assad[58]
- Abode Magazine: From Brazil to Carnegie Hall to Doha (p. 106-107)[59]
- Revista 29 Horas: DNA Musical[60]
- The Portfolio Composer: Ep 8-Clarice Assad on the Endless Possibilities of New Music and Letting Go[61]
- 1TrackPodcast: Season 2, Episode 3.[62]

## Artisti collegati
- Nadja Salerno-Sonnenberg
- Yo-Yo Ma
- Evelyn Glennie
- Leon Wang
- Marin Alsop
- Keita Ogawa